# Rokitnica Nowa
Rokitnica Nowa (do 31 grudnia 2010 r.: Nowa Rokitnica) – wieś w Polsce, położona w województwie kujawsko-pomorskim, w powiecie brodnickim, w gminie Świedziebnia.

## Podział administracyjny
W latach 1975–1998 miejscowość należała administracyjnie do województwa toruńskiego.

## Zmiana nazwy
1 stycznia 2011 r. zmieniono urzędowo nazwę miejscowości z Nowa Rokitnica na Rokitnica Nowa.

## Demografia
Według Narodowego Spisu Powszechnego (III 2011 r.) liczyła 180 mieszkańców. Jest trzynastą co do wielkości miejscowością gminy Świedziebnia.